# دنیلو آپارسیدو دا سیلوا
دنیلو آپارسیدو دا سیلوا (پرتغالی: Danilo Aparecido da Silva؛ زادهٔ ۲۰ مارس ۱۹۸۷) که به صورت ساده با نام دنیلو سیلوا شناخته می‌شود، بازیکن فوتبال پیشین اهل برزیل است.
از باشگاه‌هایی که در آن بازی کرده‌است می‌توان به نیویورک رد بولز، سائو پائولو، اینترناسیونال، دینامو کیف و لس آنجلس اف‌سی اشاره کرد.